# Loi 7 du beach soccer
La loi 7 du beach soccer fait partie des lois régissant le beach soccer, maintenues par l'International Football Association Board (IFAB). La loi 7 se rapporte à la durée des matchs.

## Règlement actuel

### Périodes de jeu
Le match se compose de trois périodes de 12 minutes chacune. Le contrôle du temps se fait sous la responsabilité d’un chronométreur dont les devoirs sont définis dans la Loi 6. Le temps est arrêté conformément à cette loi si un but est marqué, lorsqu’un coup franc ou un coup de pied de réparation est sifflé ou lorsque les arbitres le demandent.
La durée de chacune des périodes peut se prolonger le temps de tirer un coup de pied de réparation ou un coup franc direct.
Lorsque retentit le coup de sifflet et ou le signal sonore, l’arbitre signifie la fin de la période ou de la partie. À l’exception des cas susmentionnés, aucune action ne sera validée après le coup de sifflet ou signal sonore final. Si le ballon a été frappé juste avant, les arbitres attendent qu’il finisse sa course pour signifier la fin de la partie.
La pause entre deux périodes est de 3 minutes.

### Prolongation
En cas d’égalité à la fin du temps réglementaire, une prolongation de 3 minutes est disputée. Si les équipes ne sont toujours pas parvenues à se départager, des tirs au but seront effectués conformément aux dispositions de la Loi 18.